# Jörg Kuebart
Jörg Kuebart (2 de setembro de 1934 - 14 de fevereiro de 2018) foi um Tenente-general alemão da Força Aérea Alemã que foi Inspector da Força Aérea Alemã entre 1 de Abril de 1991 e 30 de Setembro de 1994.